# هاكا (عرقية)
الشعب هاكا (بالصينية: 客家人) حرفيا «الأسر الضيوف» أو «الناس الضيوف» الهاكا لغتها هي لغة الهاكا)، المعروف أيضا باسم هان هاكا، وهان بالصينية الذين يتحدثون اللغة هاكا وصلات للمناطق مقاطعة قوانغدونغ وجيانغشى، وفوجيان في الصين. وقال أسلافهم في كثير من الأحيان إلى ما وصلت من غير قرون اليوم وسط الصين قبل. في سلسلة من الهجرات، شعب الهاكا انتقل، واستقر في موقعه الحالي في جنوب الصين، ثم هاجر كثير من الأحيان في الخارج لمختلف البلدان في جميع أنحاء العالم. وكان لاهالى هاكا تأثير كبير على مسار التاريخ الصيني والعالم، وبشكل خاص كانوا مصدرا للكثير من الثورية والحكومة والقادة العسكريين.

## وصلات خارجية
- The Institute of Hakka Research at Jiaying University
- (بالصينية) Council for Hakka Affairs in Taiwan